# Аптекарский вес
Апте́карский вес (медици́нский вес, нюрнбе́ргский вес) — историческая система мер массы, которая использовалась врачами и аптекарями при изготовлении лекарств, а также зачастую и учёными для взвешивания веществ.
Использование разнообразных систем мер и весов было характерно для Европы до повсеместного внедрения метрической системы. Такое положение затрудняло международную торговлю, создавая дополнительные трудности. В XIX столетии большинство европейских государств использовало две системы мер веса — «коммерческую» (или «гражданскую») для общей торговли (например, авердюпуа) и специальную систему для благородных металлов (тройская унция). В системах измерения массы благородных металлов использовались как различные стандарты, так и единицы измерения (к примеру, карат).
В аптекарской системе применялись унции, как и в системе измерения массы благородных металлов. В то же время в них количество унций в фунте могло быть различным. Аптекарский фунт подразделялся на специальные части, которые были взяты из трудов древнеримских врачей Галена и Диоскорида. Возникала парадоксальная ситуация — аптекари использовали одну систему мер, а торговцы другую. При обмене товаров между торговцами и аптекарями или продаже последними лекарств было непонятно, какой из систем следует отдать предпочтение. В старых торговых книгах встречается также термин «фармацевтическая система».
В России аптекарский вес основывался на нюрнбергской системе весов:
- 1 аптекарский фунт = 358,323 г = 12 унций;
- 1 унция = 29,86 г = 8 драхм;
- 1 драхма = 3,732 г = 3 скрупула;
- 1 скрупул = 1,244 г = 20 гран;
- 1 гран = 62,209 мг[11].

Аптекарский вес использовался в России долго. В статье Энциклопедического словаря Брокгауза и Ефрона со ссылкой на «Труды съезда русских фармацевтических обществ» 1890 года отмечено, что система аптекарского веса на тот момент в России применялась повсеместно, за исключением 2 больниц, перешедших на метрическую десятичную систему. Система отменена в СССР 1 января 1927 года.
В Англии система измерения массы базировалась на тройских унциях, фунтах и гранах. Фунт делился на 12 унций, каждая из которых состояла из 8 драхм. Драхма была эквивалентна 3 скрупулам или 60 гранам. Данную систему измерения масс использовали в Великобритании. В некоторых из её колоний она сохранилась вплоть до XX столетия. Аптекарская система измерения массы схожа с системой измерения объёма, основанной на жидкой унции.

## Происхождение

### Древнеримская система веса
Базовая система аптекарского веса включала либру (фунт), унцию, драхму и скрупул, которые были заимствованы из древнеримской и древнегреческой систем веса. Скрупул делился на граны (от лат. granum — зерно) и, в зависимости от того, какие зёрна брались за основу, состоял из 20 «ячменных» или 24 «пшеничных» гранов. В некоторых странах (например, в Испании) длительное время сохранялись такие древние единицы массы, как обол и силиква (от лат. siliqua — семечко рожкового дерева). В некоторых случаях аптекарская и гражданская («коммерческая») система веса были одинаковыми, в других различались. Это было обусловлено тем, что аптекарский фунт состоял из 12 унций, а гражданский мог приравниваться к 16 унциям.
| Либра (фунт) | Унция    | Скрупул       | Силиква     |
| ------------ | -------- | ------------- | ----------- |
| 1 либра      | 12 унций | 288 скрупулов | 1728 силикв |
|              | 1 унция  | 24 скрупула   | 144 силиквы |
|              |          | 1 скрупул     | 6 силикв    |
| 327 г        | 27,3 г   | 1,14 г        | 189 мг      |

Определение той или иной древней весовой единицы проводилось на основе взвешивания старинных монет, вес которых соответствовал той или иной единице. Сегодня считается, что римский фунт был эквивалентен 327,45 грамма. На протяжении столетий весовые характеристики фунта могли меняться и пересматриваться как в самом Риме, так и в его многочисленных провинциях.

### Медицинская школа Салерно
| Либра | Унция | Драхма | Скрупул | Гран  |
| ----- | ----- | ------ | ------- | ----- |
| 1     | 12    | 108    | 324     | 6480  |
|       | 1     | 9      | 27      | 540   |
|       |       | 1      | 3       | 60    |
|       |       |        | 1       | 20    |
| 360 г | 30 г  | 3,3 г  | 1,1 г   | 56 мг |

История средневековой европейской медицины тесно связана с открытием около 1000 года медицинской школы в Салерно. Её система обучения сочетала элементы латинской, греческой, арабской и еврейской медицины. Наиболее уважаемыми и изучаемыми врачами-учёными были Гален и Диоскорид (которые использовали греко-римскую систему весов). В Салерно изучали также труды арабских учёных того времени, которые систематически переводились на латынь.
Согласно приписываемому Дино дель Гарбо научному труду XIII—XIV столетия De ponderibus et mensuris  (лат.), система весов, которую применяли в Салерно, отличалась от древнеримской и других систем аптекарского веса. В частности, унция состояла из 9, а не 8 драхм.

### Символы аптекарских единиц измерения
С XII века аптекарские единицы измерения имеют унифицированные символы. Два из них — символы драхмы и унции — происходят от древнеегипетских цифр (разновидность иератического письма) и стали общеевропейским стандартом с выходом в 1140 году фармакопеи «Антидотарий», составленной ректором Медицинской школы в Салерно Николаем.
| Единица веса | Иллюстрация | Символ в Unicode | Символ в Unicode |
| Единица веса | Иллюстрация | графема          | позиция          |
| ------------ | ----------- | ---------------- | ---------------- |
| Либра        |             | ℔                | 2114             |
| Унция        |             | ℥                | 2125             |
| Драхма       |             | ℨ                | 2128             |
| Скрупул      |             | ℈                | 2108             |

## Разновидности

### Разнообразие локальных стандартов
| 12 унций | 1 унция | Стандарт                  |
| -------- | ------- | ------------------------- |
| 300 г    | 25 г    | Венеция                   |
| 325 г    | 27 г    | Священная Римская империя |
| 340 г    | 28 г    | Рим                       |
| 345 г    | 29 г    | Испания и Португалия      |
| 350 г    | 29 г    | Пруссия                   |
| 360 г    | 30 г    | Нюрнберг                  |
| 370 г    | 31 г    | Труа                      |
| 420 г    | 35 г    | Габсбургская монархия     |

Базовая форма системы аптекарского веса основана на системе веса Римской империи. Аптекарский фунт в большинстве стран состоял из 12 унций. Впоследствии во Франции он стал равным 16 унциям, а в Испании в качестве стандартной единицы веса использовали марку, состоящую из 8 унций. В южной Европе и во Франции скрупул был равным 24 гранам. Соответственно в унции содержалось 576 гранов. Деление унции было относительно стандартным во всех странах. Во всех системах 12 унций были равны приблизительно 100 драхмам (96—128), а вес грана примерно соответствовал весу одного зёрнышка (слово гран происходит от лат. granum — зерно).
Наиболее удобным представляется сравнение локальных весовых стандартов по метрическому весу унции. Масса унции колебалась в различных странах Европы от 25 до 35 г. В таблице представлены наиболее важные стандарты, так как системы меры и веса могли незначительно отличаться даже в соседних городах.
Система аптекарского веса в Турции была схожа с европейской. Для медицинских целей использовали единицу веса чеки (англ. tcheky) (около 320 г), делившуюся на 100 драхм. Каждая драхма состояла из 16 килло (англ. killo) или 64 гран. Данная система базировалась на классической греческой системе веса, в которой мина (римский аналог либра) состояла из 100 драхм.
После внедрения метрической системы мер аптекарский фунт вначале был переведён в граммы, а затем и сам термин вышел из широкого употребления.

### Базовые варианты
В романоязычных европейских странах скрупул состоял из 24 гран, в остальных странах (а также Венеции и Сицилии) из 20.
| Либра | Унция | Драхма | Скрупул | Гран  |
| ----- | ----- | ------ | ------- | ----- |
| 1     | 12    | 96     | 288     | 5760  |
|       | 1     | 8      | 24      | 480   |
|       |       | 1      | 3       | 60    |
|       |       |        | 1       | 20    |
| 360 г | 30 г  | 4 г    | 1,3 г   | 60 мг |

| Либра | Унция | Драхма | Скрупул | Гран  |
| ----- | ----- | ------ | ------- | ----- |
| 1     | 12    | 96     | 288     | 6912  |
|       | 1     | 8      | 24      | 576   |
|       |       | 1      | 3       | 72    |
|       |       |        | 1       | 24    |
| 360 г | 30 г  | 4 г    | 1,3 г   | 50 мг |

Сицилийская аптекарская унция состояла из 10 драхм, а скрупул из 20 гран. Таким образом, унция содержала 600 гран (10 драхм по 3 скрупула, по 20 гран каждый). В результате система аптекарского веса в Сицилии не сильно отличалась от других средиземноморских романоязычных странах, в которых унция состояла из 576 гран.

### Аптекарский вес в романоязычных странах
| 1 фунт  | 1 унция | Город или государство                 |
| ------- | ------- | ------------------------------------- |
| 301,2 г | 25,1 г  | Венеция                               |
| 320,8 г | 26,7 г  | Королевство Обеих Сицилий (1816—1861) |
| 325,7 г | 27,1 г  | Болонья                               |
| 326,8 г | 27,2 г  | Милан (-1815)                         |
| 328,0 г | 27,3 г  | Парма                                 |
| 332,0 г | 27,7 г  | Сардиния                              |
| 334,5 г | 27,9 г  | Княжество Лукка (1815—1847)           |
| 339,2 г | 28,3 г  | Рим                                   |
| 339,5 г | 28,3 г  | Флоренция                             |
| 339,5 г | 28,3 г  | Великое герцогство Тосканское (—1859) |
| 340,5 г | 28,4 г  | Моденское герцогство (1814—1859)      |
| 344,2 г | 28,7 г  | Португалия                            |
| 345,1 г | 28,8 г  | Испания                               |

#### Испания и Португалия
На Пиренейском полуострове аптекарский вес в XIX столетии был относительно стандартен. Скрупул состоял из 24, а унция — 576 гранов. Вес аптекарского фунта соответствовал 345,1 г в Испании и 344,2 г в Португалии. Так же как и в Италии, использовался термин оболо и марко (вместо фунта).

#### Франция
В XVIII столетии под влиянием английского и фламандского стандарта веса был введён национальный весовой стандарт во Франции. Согласно ему, вводилась весовая единица «парижская марка», равная 8 унциям, которые имели вес, эквивалентный 30,6 г. Гражданский фунт состоял из 16 унций или 2 марок. В качестве аптекарского фунта использовалась парижская марка.

#### Италия
До 1861 года, в котором произошло объединение Италии, на Апеннинском полуострове системы аптекарского веса были разнообразными.
Система гражданского веса в целом была очень схожа с системой аптекарского веса. В Риме и Генуе системы аптекарского и гражданского веса были идентичны. С другой стороны, даже в двух городах одного государства аптекарский вес мог значительно отличаться. Так, в Болонье, которая входила в Папскую область, аптекарский фунт был на 4 % легче своего римского аналога.
| Либра | Унция | Драхма | Скрупул | Гран  |
| ----- | ----- | ------ | ------- | ----- |
| 1     | 12    | 120    | 360     | 7200  |
|       | 1     | 10     | 30      | 600   |
|       |       | 1      | 3       | 60    |
|       |       |        | 1       | 20    |
| 360 г | 30 г  | 3 г    | 1 г     | 50 мг |

Вес аптекарского фунта в Италии колебался в пределах 300—320 г, будучи чуть легче фунта времён Римской империи. Исключение — Ломбардо-Венецианское королевство под австрийским управлением с 1815 года. В нём вес аптекарского фунта основывался на стандарте Габсбургской монархии и составлял соответственно 420 г. Милан, будучи столицей созданного Наполеоном марионеточного королевства Италия, в 1803 году перешёл на принятую во Франции метрическую систему мер. После перехода Милана под контроль Габсбургской монархии система аптекарского веса была введена вновь. Также как и в Ломбардо-Венецианском королевстве, она основывалась на габсбургском стандарте.
Интересная ситуация сложилась в Венеции. Во время нахождения под властью Габсбургов в ней продолжал использоваться аптекарский фунт весом 301 г, в то время как в соседних городах Ломбардо-Венецианского королевства действовал габсбургский стандарт, вес аптекарского фунта по которому составлял 420 г. Аптекарский фунт венецианского стандарта использовали ещё несколько городов, как, например, Удине и Дубровник (до 1909 года назывался «Рагуза»).
В королевстве Обеих Сицилий система веса была унифицирована в 1840 году. Аптекарская система веса стала эквивалентной гражданской, которую использовали для обозначения веса золота, серебра, монет, товаров. Согласно ей унция состояла из 10, а не 8 (как в других странах) драхм. Скрупул состоял из 20 гранов (в отличие от других романоязычных городов, где он соответствовал 24 гранам). Была введена также единица веса аурео, эквивалентная 1½ драхмам.

### Труа, Нюрнберг и Габсбургская монархия

#### «Тройские» весовые стандарты
| Либра | Унция | Драхма | Скрупул | Гран  |
| ----- | ----- | ------ | ------- | ----- |
| 1     | 16    | 128    | 384     | 9216  |
|       | 1     | 8      | 24      | 576   |
|       |       | 1      | 3       | 72    |
|       |       |        | 1       | 24    |
| 480 г | 30 г  | 4 г    | 1,3 г   | 50 мг |

С 1147 года стали применять термин тройская марка (фр. marc de Troyes), по названию города Труа в Шампани, который играл важную роль в торговле.
Национальный французский стандарт до 1799 года основывался на «сваях Карла Великого». Данный артефакт сейчас хранится в парижском музее искусств и ремёсел. Его вес составляет 12,238 кг. Эталон был равен 50 «парижским» или «троянским» маркам, каждая из которых состояла из 8 унций. Соответственно вес одной унции (использовался термин фр. poids de marc) соответствовал 30,59 г. «Poids de marc» использовалась как в коммерческих целях для взвешивания благородных металлов и товаров, так и в медицинских.
В Брюгге, Амстердаме, Антверпене и других фламандских городах использовали «тройскую» весовую единицу — «труйский фунт». Фламандский тройский фунт использовали как в коммерческих, так и медицинских целях. Отличие весовой системы Фландрии от французской заключалось в том, что во Франции скрупул состоял из 24 гран, а в Голландии — из 20. Фламандская весовая система с использованием тройского фунта стала официально применяться в Великобритании.
В документе 1414 года, за 6 лет до заключения договора Труа Генрих V даёт поручение ювелирам, используя термин «тройский фунт». С 1527 года тройский фунт становится базовой единицей веса в Англии. Британская система аптекарского веса основывалась на тройском фунте до введения метрической системы. В США и Австралии тройская система аптекарского веса использовалась вплоть до XX столетия. В XIV столетии соотношение английской и французской тройских унций было эквивалентно 64:63.

#### Нюрнбергский стандарт
| 1 унция | Стандарт | 1 фунт  |
| ------- | -------- | ------- |
| 29,69 г | Швеция   | 356,2 г |
| 29,82 г | Нюрнберг | 357,8 г |
| 29,83 г | Люцерн   | 358,0 г |
| 29,88 г | Польша   | 358,5 г |

Средневековый Нюрнберг являлся важным торговым городом на юге Германии. В нём около 1540 года была издана первая фармакопея (в современном понимании слова), а в 1555 году установлен стандарт для аптекарского фунта. Под названием «Нюрнбергский медицинский стандарт» (нем. Nürnberger Medizinalgewicht) система веса стала использоваться в большинстве стран северо-восточной Европы.
К 1800 году все немецкие города и государства (за исключением Любека, в котором применяли голландский тройский стандарт) использовали Нюрнбергский стандарт. Он стал основной системой веса также для Дании, Норвегии, Российской империи, большинства кантонов Швейцарии. В Польше и Швеции применяли вариант нюрнбергского стандарта, отличающийся от основного не более чем на 0,6 %.
В 1811 году в Баварии официально аптекарский фунт был приравнен к 360,00 г (унция соответственно — 30,00 г). В 1815 году Нюрнберг был присоединён к Баварскому королевству. С тех пор аптекарский фунт, используемый в Нюрнберге, стал на 0,6 % отличаться от аптекарского фунта Нюрнбергского стандарта. После того как сын баварского короля Оттон стал греческим королём, система веса Баварии была перенесена и на территорию Греции. Лишь немногие немецкие города последовали баварской попытке соединить метрическую систему мер и аптекарского веса.
Австрийская империя официально ввела свой стандарт веса в 1761 году, тем самым отказавшись от использования нюрнбергского. Пруссия в 1816 году также провела реформу весовых стандартов. В обоих государствах нюрнбергская система аптекарского веса ещё долгое время использовалась неофициально.

#### Габсбургский стандарт
Императрица Мария Терезия произвела реформу системы мер и весов в Австрийской империи в 1761 году. Вес аптекарского фунта был значительно увеличен — до 420,009 г. Новая весовая единица получила название большого медицинского фунта (лат. libra medicinalis major). Он определялся как ¾ тяжёлого гражданского фунта, который составил 6/5 кёльнского гражданского фунта. Унция нового фунта весила рекордные 35 г.
До этой реформы на севере империи использовали Нюрнбергский весовой стандарт, а на юге — весовые единицы итальянских городов и государств. Резкое повышение массы фунта (на 17 %) было принято населением не сразу. Так, в изданной в Вене фармакопее 1770 года использовался термин малый медицинский фунт (лат. libra medicinalis minor), эквивалентный нюрнбергскому аптекарскому фунту. В 1774 году в Pharmacopoea Austriaco-provincialis вес обозначен уже в новых «тяжёлых медицинских фунтах». В 1783 году был издан указ, согласно которому все старые аптекарские весовые гири подлежали уничтожению.
При включении в состав империи Венеции за ней было оставлено право использовать свой стандарт веса.

### Англоязычные страны
| Фунт      | Унция     | Драхма    | Скрупул   | Гран       |
| --------- | --------- | --------- | --------- | ---------- |
| 1         | 12        | 96        | 288       | 5760       |
|           | 1         | 8         | 24        | 480        |
|           |           | 1         | 3         | 60         |
|           |           |           | 1         | 20         |
| 373,242 г | 31,1035 г | 3,88793 г | 1,29598 г | 64,7989 мг |

Традиционная система аптекарского веса в Англии основывалась на фунте, унции и гране, эквивалентным тройским фунту, унции и грану. После реформы 1824 года тройский фунт в Великобритании стал основной единицей веса. В 1858 году система аптекарского веса была заменена системой авердюпуа, основанной на фунте, состоящем из 16 унций. В США аптекарская система веса использовалась официально вплоть до 1971 года.
Английская система аптекарского веса основана на римской системе весов. В ней использовались схожие термины и обозначения — фунт, гран, унция, скрупул. Схожие системы существовали по всей Европе, с некоторыми вариациями.
В англоязычных странах использовали также систему определения объёма, основанную на аптекарском весе. Объём, занимаемый аптекарской унцией воды, получил название жидкой унции. Жидкая унция делилась на жидкие драхмы и жидкие скрупулы. Аналог жидкого грана называется миним. Система, принятая в Великобритании в 1824 году, получила название имперской системы. Она отличалась от дореформенной, которая продолжала использоваться в США.
В Великобритании (до и после реформы 1824 года) и США базовая единица объёма — галлон, который состоял из восьми пинт. Однако в Великобритании с 1824 года пинта содержала 20 унций, а в США — 16. Аптекарская система объёма была значительно менее распространена в сравнении с аптекарской системой веса. До 1824 года аптекари использовали винный галлон (англ. wine gallon), равный 231 кубическому дюйму, или 3,785 411 784 литра. Винный галлон сохранился в США под названием жидкого, или влажного галлона (англ. liquid gallon, wet gallon) и является основной единицей объёма.
Винный галлон в Великобритании отменён в 1824 году и заменён имперским галлоном. Имперский галлон содержал больший объём в сравнении с винным — 4,54 609 против 3,785 411 784 литра. Имперский галлон определялся как объём 10 фунтов воды при температуре 62 °F. Обе системы измерения объёма некоторое время в Великобритании использовались совместно.
| жидкий галлон                  | жидкая пинта | жидкая унция | жидкая драхма | жидкий скрупул | миним     |
| ------------------------------ | ------------ | ------------ | ------------- | -------------- | --------- |
| 1 ж. галлон                    | 8 ж. пинт    | 128 ж.℥      | 1024 ж.ℨ      | 3072 ж.℈       | 61 440 ♏ |
|                                | 1 ж. пинта   | 16 ж.℥       | 128 ж.ℨ       | 384 ж.℈        | 7680 ♏   |
|                                |              | 1 ж.℥        | 8 ж.ℨ         | 24 ж.℈         | 480 ♏    |
|                                |              |              | 1 ж.ℨ         | 3 ж.℈          | 60 ♏     |
|                                |              |              |               | 1 ж.℈          | 20 ♏     |
| 3,785 л                        | 473 мл       | 29,6 мл      | 3,70 мл       | 1,23 мл        | 0,062 мл  |
| Сокращения: ж. — жидкая/жидкий |              |              |               |                |           |

| жидкий галлон                  | жидкая пинта | жидкая унция | жидкая драхма | жидкий скрупул | миним     |
| ------------------------------ | ------------ | ------------ | ------------- | -------------- | --------- |
| 1 галлон                       | 8 пинт       | 160 ж.℥      | 1280 ж.ℨ      | 3840 ж.℈       | 76 800 ♏ |
|                                | 1 пинта      | 20 ж.℥       | 160 ж.ℨ       | 480 ж.℈        | 9600 ♏   |
|                                |              | 1 ж.℥        | 8 ж.ℨ         | 24 ж.℈         | 480 ♏    |
|                                |              |              | 1 ж.ℨ         | 3 ж.℈          | 60 ♏     |
|                                |              |              |               | 1 ж.℈          | 20 ♏     |
| 4,546 л                        | 568 мл       | 28,4 мл      | 3,55 мл       | 1,18 мл        | 0,059 мл  |
| Сокращения: ж. — жидкая/жидкий |              |              |               |                |           |

Аптекарская система объёма перестала использоваться в Великобритании и была отменена в 1971 году. При этом в Великобритании она сохранилась при розничной продаже пива или сидра. В США система, основанная на жидких галлоне, пинте и унции, используется по сей день.

## Медицинские рецепты
В России и сопредельных странах медицинские рецепты сегодня заполняются на латыни. До XX столетия латынь при написании рецептов применялась практически повсеместно.
Пример рецепта с использованием системы аптекарского веса:
| Настой одуванчика |                                                   |                                                   |                                                     |
| Rp.:              | Infusi Taraxaci, f℥jv.                            |                                                   | 4 жидкие унции настоя одуванчика лекарственного     |
|                   | Extracti Taraxaci, fℨjj.                          |                                                   | 2 жидкие драхмы экстракта одуванчика лекарственного |
|                   | Sodæ Carbonatis, ℨß.                              |                                                   | ½ драхмы карбоната натрия                           |
|                   | Potasse Tartratis, ℨjjj.                          |                                                   | 3 драхмы винного камня                              |
|                   | Tincturæ Rhei, fℨjjj.                             |                                                   | 3 жидкие драхмы настойки ревеня                     |
|                   | Tinct. Hyoscyami gtts. XX                         |                                                   | 20 капель настойки белены чёрной                    |
|                   | M. D. S. Принять за три раза в течение дня внутрь | M. D. S. Принять за три раза в течение дня внутрь | Смешай. Выдай. Подпись.                             |

Использование специальной терминологии делало рецепт непонятным для больного. Кроме того, обозначение, к примеру, трёх жидких драхм как ℨjjj, а половины жидкой драхмы как ℨß или ℨss было вызвано одновременным существованием двух различных систем веса, использовавших одинаковые термины. Применение специальных значков для определения количества вещества свидетельствовало о том, что масса указана согласно аптекарской системе веса.

## Внедрение метрической системы

### Ранняя метрикация
|        | до        | после введения système usuel |
| ------ | --------- | ---------------------------- |
| Либра  | 489,506 г | 500 г                        |
| Унция  | 30,594 г  | 32 г                         |
| Драхма | 3,824 г   | 4 г                          |
| Гран   | 0,053 г   | 50 мг                        |

Во времена промышленной революции существование множества систем мер и весов не только в разных государствах, но даже в разных городах одного государства приводило к значительным трудностям. Научная разработка единой системы веса началась во Франции во время Людовика XVI. Новая система, получившая название фр. système usuel, была внедрена уже после казни последнего во время правления Наполеона. Система оказалась неудачной, так как вызывала дополнительные трудности для населения. Окончательно она была отменена в 1837 году.
В связи с наполеоновскими войнами и завоеванием Францией большого количества новых территорий новая система распространилась в Голландии, Бельгии, а также в прирейнских территориях.

### Реформа в Пруссии
| 1 унция | Стандарт                  | 1 фунт  |
| ------- | ------------------------- | ------- |
| 29,82 г | Нюрнбергский (изначально) | 357,8 г |
| 29,23 г | после реформы 1816 года   | 350,8 г |
| 31,25 г | после реформы 1856 года   | 375,0 г |

В Пруссии, согласно реформе 1816 года, была введена весовая единица «гражданский фунт», равный 467,711 г. Аптекарский фунт составлял ¾ гражданского. Эта реформа была непопулярной в среде аптекарей, так как разрушала единство системы веса в немецких государствах. Многие аптекари не приняли новую систему, продолжая использовать Нюрнбергский стандарт.
Согласно следующей реформе 1856 года, вес гражданского фунта был увеличен с 467,71 г до 500 г, что считалось шагом на пути к введению метрической системы мер. Аптекарский фунт также прибавил в весе около 7 %, достигнув 375 г. Таким образом, новая весовая единица была близка к системе тройской унции.
Отмена аптекарской системы веса требовала от докторов и фармацевтов полного пересмотра указываемой в рецептах массы лекарственных веществ. Переход на граммы и килограммы для многих был крайне неудобным, что вызвало ряд протестов и жалоб.